# Uloborus cubicus
Uloborus cubicus là một loài nhện trong họ Uloboridae.
Loài này thuộc chi Uloborus. Uloborus cubicus được Tord Tamerlan Teodor Thorell miêu tả năm 1898.